# EIF3H
EIF3H‏ (Eukaryotic translation initiation factor 3 subunit H) هوَ بروتين يُشَفر بواسطة جين EIF3H في الإنسان.